# 러닝 투 스케이트보드 인 어 워존
《러닝 투 스케이트보드 인 어 워존》(전쟁터에서 스케이트보드 배우기, Learning to Skateboard in a Warzone)는 미국에서 제작된 캐롤 다이싱거 감독의 2019년 다큐멘터리 영화이다. 엘레나 안드레이체바 등이 제작에 참여하였다. 제92회 아카데미상에서 아카데미 단편 다큐멘터리 영화상을 수상했다.

## 같이 보기
- 2019년 영화
- 스케이트보드